# Cerrophidion
Cerrophidion, neboli křovinář, je rod jedovatých hadů z čeledi zmijovitých a podčeledi chřestýšovitých, který se vyskytuje ve střední Americe. Název rodu je odvozen ze španělského slova cerro, což znamená hora, a řeckého ophidion, tedy malý had. Tito hadi se vyskytují ve Střední Americe, od Mexika až po Panamu.

## Charakteristika
Dva druhy rodu Cerrophidion jsou malé s délkou 40 až 50 centimetrů, přičemž typový druh, C. godmani, dorůstá až 75 centimetrů. Největší jedinec druhu C. godmani měřil 82,2 centimetru, nutno však podotknout, že takové velikosti hadi obvykle nedorůstají. Stejně jako všichni chřestýšovití, jsou i tito hadi vybaveni tepločivnými jamkami, díky nimž jsou schopni vidět teplotu okolí. Jedové zuby jsou sklápěcí, což je znak typický pro zmijovité.

## Druhy
Běžně jsou uváděny pouze tři podřazené druhy, některé zdroje jich ale uvádějí až pět.
- Cerrophidion barbouri
- Cerrophidion godmani (křovinář Godmanův) – typový druh
- Cerrophidion tzotzilorum